# Substitution sensorielle
La substitution sensorielle est une technologie visant à compenser un handicap perceptif par l'intermédiaire d'un dispositif électronique et informatique de substituer un sens à un autre. Autrement dit, l'opération de substitution sensorielle consiste à transmettre par un canal sensoriel fonctionnel un code concernant habituellement une autre modalité sensorielle.Plus concrètement, il s'agit de permettre l'accès à une information et à une phénoménologie propre à une modalité perceptive par la voie d'organes sensoriels non spécifiques à cette modalité. Par exemple, le plus ancien dispositif de ce type, le TVSS créée par P. Bach-y-Rita (Bach-y-Rita & W Kercel, 2003), avait pour but de permettre à des aveugles de voir par l'intermédiaire du toucher. On parle dans ce cas de substitution visuo-tactile.
Cette technologie implique trois étapes de traitement de l'information :
1. Une étape de capture ;
2. Une étape de traitement ;
3. Une étape de stimulation.

Ces trois étapes se déroulent de façon séquentielle. L'unité de capture permet l'acquisition et la numérisation du signal d'entrée. Il peut s'agir par exemple d'une webcam qui capture des signaux lumineux. Le signal numérisé subit une série de traitements (échantillonnage spatial et temporel, filtres). Cette étape peut être assurée par un ordinateur ou un appareil mobile. Enfin, le signal qui résulte de ces étapes est restitué par un stimulateur qui permet l'activation des organes sensoriels souhaités. Il peut s'agir d'une sortie son stéréo pour toucher le système auditif ou encore d'une matrice de vibrateur pour stimuler le sens du toucher de l'utilisateur.

## Histoire
La substitution sensorielle a été introduite dans les années 1960 par Paul Bach-y-Rita comme dispositif permettant l'utilisation d'une modalité sensorielle, principalement celle du toucher, afin d'obtenir des informations sur l'environnement qui n'auraient pas pu être obtenues par une autre modalité sensorielle, principalement la vision,. Le premier système de substitution sensorielle développé par Bach-y-Rita et al., le TVSS, avait pour but d'utiliser la plasticité cérébrale des aveugles afin de restaurer leurs capacités visuelles sur la base des entrées sensorielles tactiles. Malgré des résultats surprenants, la substitution sensorielle n'a pas permis de restaurer la vision des personnes aveugles mais plutôt de leur apporter une nouvelle source d'information. En revanche, elle a été utilisée comme base à de nombreuses expériences sur la perception au sein des Sciences cognitives. Aujourd'hui, la substitution sensorielle fait partie d'un panel de technologies d'assistance pour les personnes atteintes de handicap sensorielle comme les systèmes de guidage audio ou les implants nerveux.

## Fonctionnement
Dans la plupart des cas, une personne aveugle ou sourde perd non pas la capacité à voir ou entendre mais plutôt celle de transmettre les signaux sensoriels normalement conduits par les organes sensoriels périphériques (la rétine pour la vision et la cochlée pour l'audition) vers le cerveau. Par exemple, dans le cas où la voie de traitement visuelle est intacte, une personne aveugle peut encore voir des images "subjectives" en utilisant des données sensorielles issues d'autres modalités sensorielles comme le toucher et l'audition.
Dans le système visuel normal, les signaux sensoriels collectés par la rétine sont transcrits sous forme de stimulations électriques par le nerf optique et relayés jusqu'au cerveau pour produire la sensation visuelle. La substitution sensorielle agit donc sur l'entrée périphérique des signaux sensoriels en utilisant comme l'entrée d'une modalité sensorielle intacte. Ainsi, les signaux obtenus par une modalité sensorielle peuvent atteindre des structures cérébrales associées à une autre modalité. La substitution tactilo-visuelle transfère les signaux des récepteurs du toucher vers le cortex visuel. Par exemple, par l'intermédiaire de l'IRMf, on peut déterminer quelles zones du cerveau sont actives durant la substitution sensorielle. On peut voir par exemple que chez une personne aveugle recevant des signaux tactiles leur cortex visuel est aussi activé et a l'impression de "voir" l'objet. 
La substitution du toucher vers le toucher est aussi possible : il s'agit dans ce cas là de transférer les signaux tactiles d'une région dont les récepteurs du toucher ne sont plus fonctionnels vers une autre région. Par exemple, dans les expérimentations de Bach-Y-Rita, des personnes ayant perdu le toucher à cause de la lèpre ont pu ressentir de nouveau.

### Aspects techniques
Quand les structures de relais ne sont pas utilisables, il est nécessaire de développer des systèmes qui s'occupent de la transduction du signal sensoriel. Ces Interface cerveau-machine collecte les signaux sensoriels et les transcrit en stimulations électriques en direction des aires cérébrales concernées. Généralement, une caméra ou un micro est utilisé pour capturer le signal visuel ou auditif et qui est utilisé pour remplacer la modalité sensorielle non fonctionnelle.
Les données visuelles ou auditives sont traduites en signaux tactiles et qui sont relayés jusqu'au cerveau dans les aires visuelles ou auditives. Ce type de substitution n'est possible que grâce à la plasticité cérébrale.

### Plasticité cérébrale
La plasticité cérébrale est la capacité du cerveau à s'adapter durant toute la vie, en particulier en cas de détérioration du système nerveux. La substitution sensorielle est supposée être particulièrement fondée sur les processus de plasticité cérébral. La vicariance neuronale prend place dans les cas de destruction d'une modalité sensorielle en utilisant les circuits neuronaux inutilisés pour traiter des signaux d'une autre modalité. L'imagerie cérébrale fonctionnelle de personnes aveugles de naissance a montré des activations des lobes occipitaux (habituellement activés par les signaux visuels) durant la réalisation de tâches autres que strictement "visuelles" comme la lecture braille, la perception haptique, la localisation et la discrimination de sons. Ceci montre que les personnes aveugles utilisent leur lobes occipitaux pour traiter les signaux de tâches a priori non visuelle (mais qui pourrait contenir des informations visuelles, voir ci-dessous), ce qui peut expliquer l'amélioration de leurs capacités perceptives concernant d'autres sens.

## Sensation versus Perception

### Signal, Information, Code
Un signal est une variation d'énergie mesurable. Une information est la plus petite variation de signal qui permet de prendre une décision. Les signaux peuvent contenir une structure permettant de véhiculer de l'information : cette structure est appelée code. Il est important de noter que le codage ne dépend pas que du signal lui-même mais aussi de la morphologie des capteurs ainsi que de leurs déplacements au cours du temps. Ces deux derniers facteurs ont un rôle déterminant dans la structuration du signal (pour plus détails sur l'importance du mouvement dans la perception cf. Gibson,). Cette notion de codage dépendant de l'action de l'observateur invite à repenser des concepts fondamentaux des sciences cognitives comme celui de représentation et d'inter-modalité.

### Perceptions proximale et distale
La substitution sensorielle permet de faire ressortir l'opposition entre les concepts de perception distale et proximale. La perception proximale correspond à l'activation des capteurs sensoriels du corps, tandis que la perception distale renvoie à la construction de l'environnement tel qu'il est effectivement perçu et utilisé. Ces notions sont valables au-delà de la substitution sensorielle (pour une étude détaillée cf. Auvray).